# Jay Garrick
Jay Garrick (também conhecido no Brasil como Joel Ciclone) é um super-herói da DC Comics e o primeiro personagem a se chamar "Flash".
Trajando calças azuis, uma camisa vermelha com um raio amarelo e um capacete com asas (referenciando o veloz deus romano dos mensageiros, Mercúrio), o primeiro Flash surgiu em janeiro de 1940 e foi criado pela dupla Gardner Fox e Harry Lampert. O primeiro Flash também fez parte do primeiro grande grupo de super-heróis da DC Comics, a Sociedade da Justiça, com versões da Era de Ouro dos Quadrinhos de vários personagens da DC Comics — como o Lanterna Verde e a Mulher-Maravilha. Quando estava em ação, Jay tinha o cuidado de manter seu rosto em constante vibração, impedindo que o reconhecessem em fotos e vídeos.
Com o tempo, o personagem entraria em desuso, deixando de ter suas aventuras publicadas. Porém, décadas depois, Jay Garrick voltaria a ser usado como parte do passado do Universo DC, criando, assim, um "Legado do Flash", com vários personagens recebendo a honra e o dever do nome "Flash" para proteger Keystone City. Atualmente, Garrick é um dos personagens secundários nas histórias de Wally West, o terceiro Flash, que são atualmente escritas por Geoff Johns.

## Origem
Jay Garrick era um aluno da Universidade de Keystone City que trabalhava como assistente de laboratório para seu professor de Biologia. Um dia, ele ficou até tarde no laboratório para terminar um trabalho e, sonolento, derrubou um frasco contendo uma amostra de um misterioso líquido conhecido como água pesada. Os vapores emitidos pelo líquido nocautearam Jay, que ficou horas respirando-os antes de ser levado ao hospital.
Após uma breve recuperação, ele descobriu que os vapores ativaram seu Meta-Gene latente, dando-lhe a capacidade de correr à velocidade da luz. Jay decidiu usar seu superpoder para combater o crime e tornou-se o primeiro Flash.
Jay, eventualmente, juntou-se à Sociedade da Justiça da América e casou-se com Joan Williams. Pouco depois, ele foi atacado por seus inimigos — o Mago, o Pensador e o Penumbra — e, como resultado, Keystone City foi coberta por um domo sombrio e sua existência foi apagada das mentes de todos, levando o resto do mundo a acreditar que Jay era um personagem de histórias em quadrinhos.
Anos depois, o segundo Flash, Barry Allen, que fora inspirado pelas HQs de Jay Garrick, descobriu Keystone City e libertou o herói, que tornou-se seu mentor e retornou à Sociedade da Justiça da América, que havia sido originalmente desfeita como parte de uma conspiração organizada por Vandal Savage. Pouco depois, Jay foi enviado para o Limbo ao lado dos outros membros fundadores da equipe, onde ficou preso por anos antes de ser liberto pelo super-herói Tempus.
De volta, Jay tornou-se mentor do terceiro Flash, Wally West, e do Impulso, Bart Allen. Ele teve seu envelhecimento retardado devido à energia sombria que seu corpo havia absorvido durante um confronto com o supervilão Ian Karkull e também tornou-se capaz de acessar a Força de Aceleração, que lhe dava o poder de correr à velocidade da luz.
Hoje, Jay continua casado com Joan e é um membro vital da Sociedade da Justiça e da Família Flash.

## Os Novos 52
Nesta nova versão, Jay Garrick é um jovem de 21 anos que acabou de terminar a faculdade. Em sua primeira aparição, Joan Williams termina seu namoro com ele e se muda para a costa oeste dos Estados Unidos. Jay fez uma grande burrada, e Joan deseja nunca mais vê-lo. Sem perspectiva ou propósito na vida, Jay vê o que, a princípio, se assemelha a uma estrela cadente — mas que, de fato, era Mercúrio caindo do céu. Mercúrio diz que estava preso por um grande mal e conseguiu se libertar a um grande custo, mas o mal virá e a Terra precisará de um herói. Assim, Jay Garrick recebe a velocidade de um deus, tornando-se o Flash.

## Poderes e habilidades
- Possui a habilidade de mover-se depressa e enxerga o mundo em câmera lenta, podendo observar a trajetória de balas e outros objetos para pegá-los com a mão.
- Pode correr sobre a superfície da água e pelas paredes.
- Uma aura protege o corpo de Jay Garrick quando em supervelocidade, assim ele não se fere com o atrito do ar. A aura também protege objetos e pessoas em contato com o corpo do Flash.
- Consegue criar ventos fortes ao girar em círculos ou agitar os membros.
- Os átomos do seu corpo deslizam suavemente entre os espaços das moléculas, atravessando a matéria sólida; porém, esse poder só foi dado ao personagem a partir de Barry Allen.
- É capaz de atingir outras dimensões. As Terras Paralelas, ao menos, eram separadas por defasagem vibracional. Jay Garrick só tinha que ser mais rápido que essas vibrações e, assim, atingiria outra dimensão.

## Outras mídias
Na segunda temporada da série The Flash, John Wesley Shipp interpreta Jay Garrick. Na série, Jay é o doppelganger de Henry Allen, o pai falecido de Barry Allen. Ele estava preso no covil do Zoom (Teddy Sears), que roubou sua identidade na Terra 2 e construiu uma máscara para "abafar" sua velocidade. Após Barry Allen ser preso no covil, Jay tenta se comunicar com ele através de batidas no vidro em que estava, mas, sem sucesso, vê a morte do resquício do tempo de Hunter Zolomon em desespero. No último episódio, depois da derrota de Zoom, eles conseguem tirar a máscara e se revela a verdadeira identidade, que afetou a todos. Na terceira temporada, Jay aparece no segundo episódio, pois descobre quem era seu doppelganger na Terra 1 e aconselha Barry a parar de voltar no tempo e modificar a história.